# ティエーネ
ティエーネ（伊: Thiene）は、イタリア共和国ヴェネト州ヴィチェンツァ県にある、人口約24,000人の基礎自治体（コムーネ）。

## 地理

### 位置・広がり
ヴィチェンツァ県中部、県都ヴィチェンツァ北方に広がる平野の中心に位置する都市で、ヴィチェンツァからは北へ20km、州都ヴェネツィアからは西へ約75kmの距離にある。付近の都市には、スキーオ（10km西方）がある。
ドイツへと通じる古代からの道筋となってきたヴァル・ダスティコ（Val d'Astico、アスティコ渓谷）の入り口に近い。

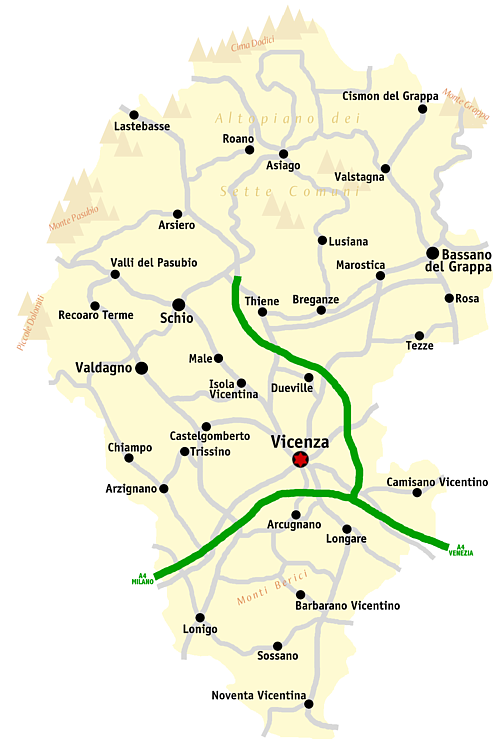
ヴィチェンツァ県概略図

#### 隣接コムーネ
隣接するコムーネは以下の通り。
- マーロ
- マラーノ・ヴィチェンティーノ
- サルチェード
- ヴィッラヴェルラ
- ザネ
- ズリアーノ

### 気候分類・地震分類
気候分類では、zona E, 2429 GGに分類される。
また、イタリアの地震リスク階級 (it) では、zona 2 (sismicità media) に分類される。

## 行政

### 分離集落
ティエーネには、以下の分離集落（フラツィオーネ）がある。
- Lampertico, Rozzampia, Santo

## 歴史
古代ローマ時代に起源を持つ。中世にはパドヴァのヴィスコンティ家の所領であった。のちに自由都市となり、ヴェネツィア共和国に属する都市となった。

## 社会
この町には活発な工業地区があり、中小規模の企業が活動している。豊かな町であり、モロッコやアジア、東ヨーロッパから多くの移民が集まっている。

## 交通

### 道路

#### 高速道路
- A31  (it:Autostrada A31)

### 鉄道
- ヴィチェンツァ＝スキーオ線 (it:Ferrovia Vicenza-Schio)

## 文化・観光・施設
- ポルト・コッレオーニ・ティエーネ宮殿（Palazzo Porto Colleoni Thiene）

15世紀に建設されたゴシック建築。「ティエーネ城」 (it:Castello di Thiene) として知られる。

## 姉妹都市
- サン・カエタノ・ド・スル (São Caetano do Sul)  （ブラジル、サンパウロ州）
- アプト　（フランス、プロヴァンス＝アルプ＝コート・ダジュール地域圏）
- マリ・ロシーニ (Mali Lošinj) 　（クロアチア、プリモリェ＝ゴルスキ・コタル郡）

## 出身有名人
- ガエターノ・ディ・ティエーネ（イタリア語版）（聖ガエターノ、ティエーネのガエターノ、聖カジェタン） - 15-16世紀の聖職者、カトリック教会の聖人
- アルトゥーロ・フェラーリン - 20世紀前半のパイロット